# 青山站 (岩手縣)
青山站（日语：／ Aoyama eki */?）是位於岩手縣盛岡市青山二丁目2番40號，IGR岩手銀河鐵道的岩手銀河鐵道線車站。
此站可乘搭東日本旅客鉄道（JR東日本）花輪線的列車。
此條目同時記載在東北本線時代，與現時青山站相同位置的青山信號站。

## 歷史

### 國鐵東北本線青山信號站
- 1960年（昭和35年）11月1日：東北本線開設此信號站。
- 1964年（昭和39年）12月8日：盛岡〜此信號站之間成為雙線鐵路。
- 1965年（昭和40年）8月4日：此信號站〜廚川之間成為雙線鐵路，此信號站廢止。

### IGR青山站
- 2004年（平成16年）
  - 8月30日：國土交通省批准建設車站[2]。
  - 12月18日：開始動工建設[3]。
- 2006年（平成18年）3月18日：岩手銀河鐵道線車站啟用[1]。
- 2008年（平成20年）3月18日：前九年出口啟用，西出口改名為青山出口、東出口改名為上堂出口[4]。
- 2015年（平成27年）
  - 11月16日：在IGR總部遷移至此站南出口新設的車站大樓2樓和3樓，同時南出口的單車停泊處與行連接通路（廚川中學方向）開始使用。另外，「青山出口」改名為「青山北出口」，新車站大樓的出口名為「青山南出口」[5]。
- [[11月20日：車站大樓內的餐廳與物產店開幕[6]。

## 車站構造
車站是一座地面車站，設有2面2線的相對式月台。
此站是由盛岡站管理的職員配置車站。此站設有青山北出口、青山南出口、上堂出口、前九年出口4個出入口。當中青山北出口和青山南出口連接下行月台，上堂出口和前九年出口連接上行月台。車站內沒有升降機，月台連接出入口可使用斜道。
青山北出口設有車站事務室與售票櫃臺。在6:45至19:30之間，此站設有來自盛岡站的職員當值。在該出入口設有售票櫃臺，售票櫃臺可透過終端發售車票。另外，該出入口設有1座自動售票機。
青山南出口設有車站事務室，在8:30至20:00之間，此站設有來自盛岡站的職員當值。在該出入口設有檢票業務。車票可於檢票處旁的1座自動售票機購買。
上堂出口、前九年出口沒有櫃臺，只有1座自動售票機。在早上和黃昏時段設有車站職員當值。

### 月台
| 月台 | 路線                                    | 上下行 | 方向                       |
| ---- | --------------------------------------- | ------ | -------------------------- |
| 1    | ■岩手銀河鐵道線                         | 下行   | 岩手沼宮內、二戶、八戶方向 |
| 1    | ■花輪線                                 | 下行   | 鹿角花輪、大館方向         |
| 2    | ■岩手銀河鐵道線 （包含■花輪線直通列車） | 上行   | 盛岡方向                   |

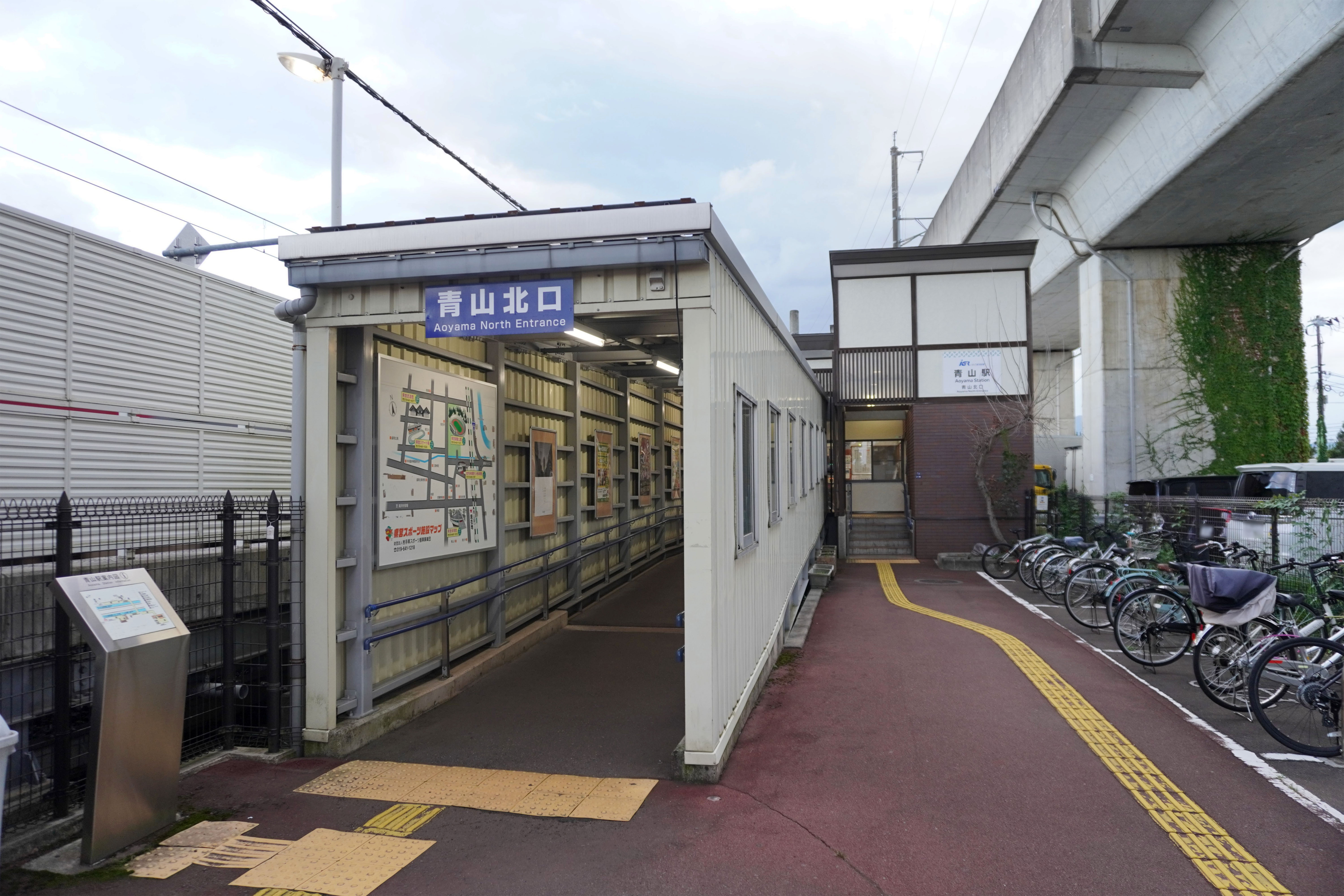
北口（20232年9月）
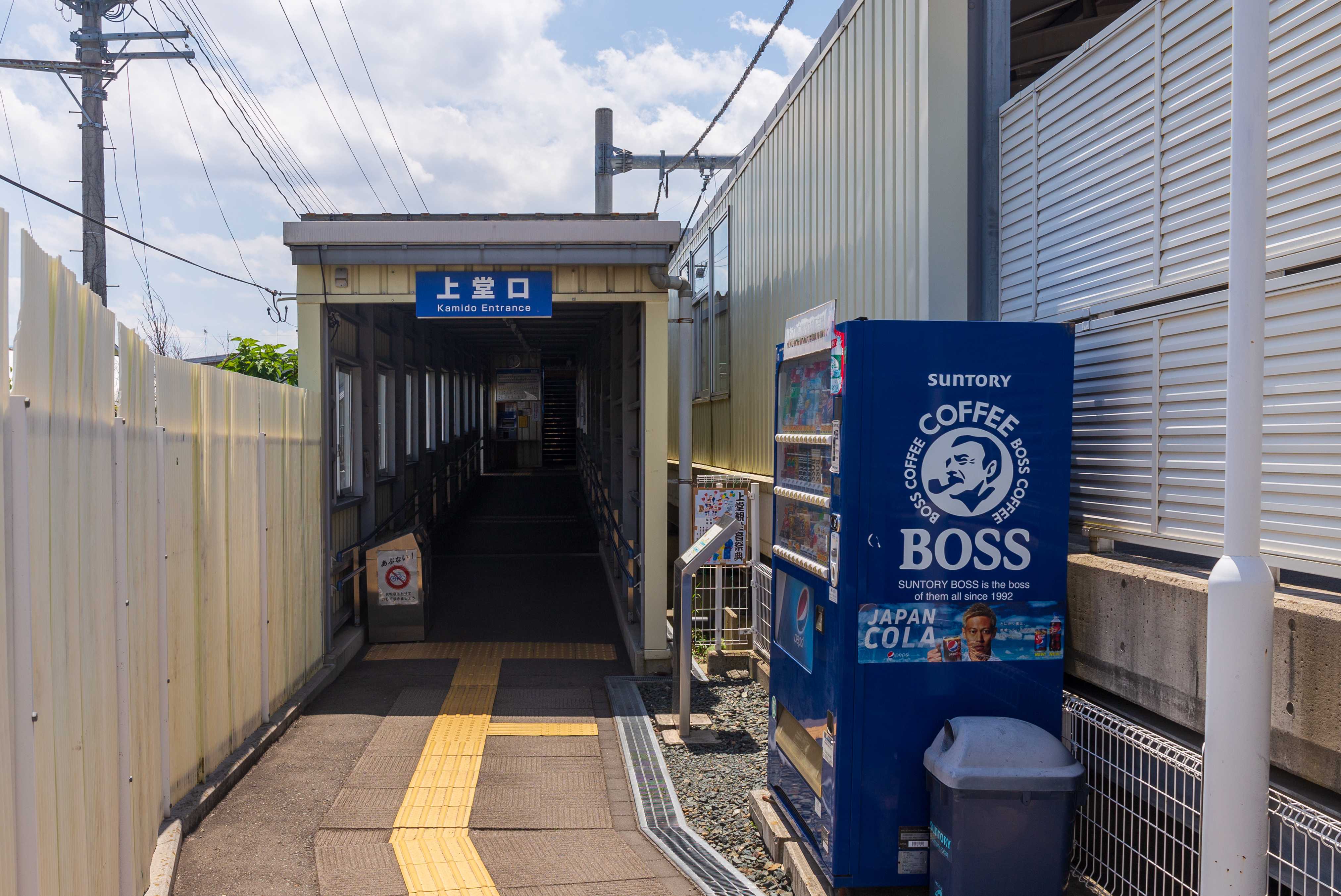
上堂出口(2019年6月)
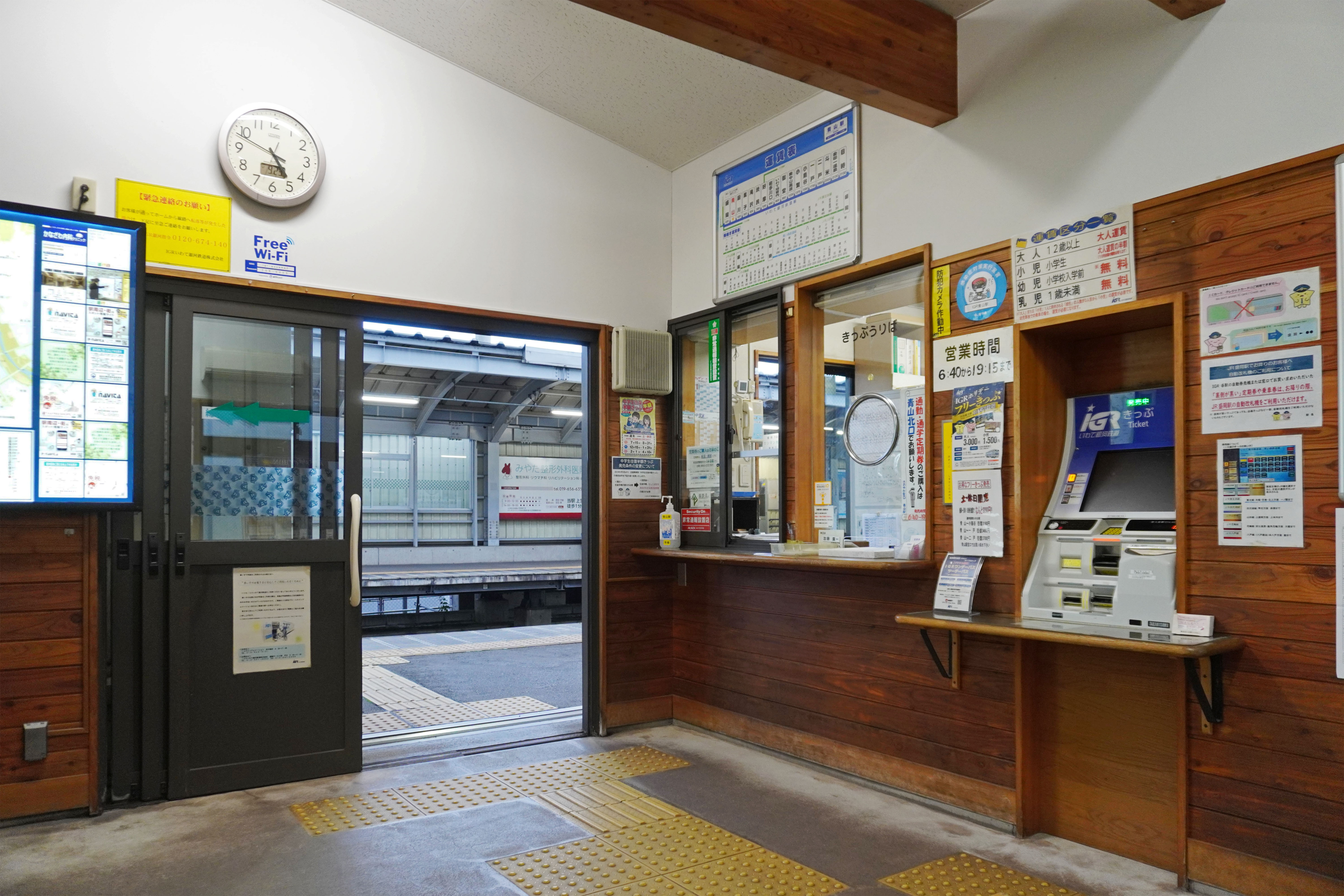
北閘口(2023年9月)
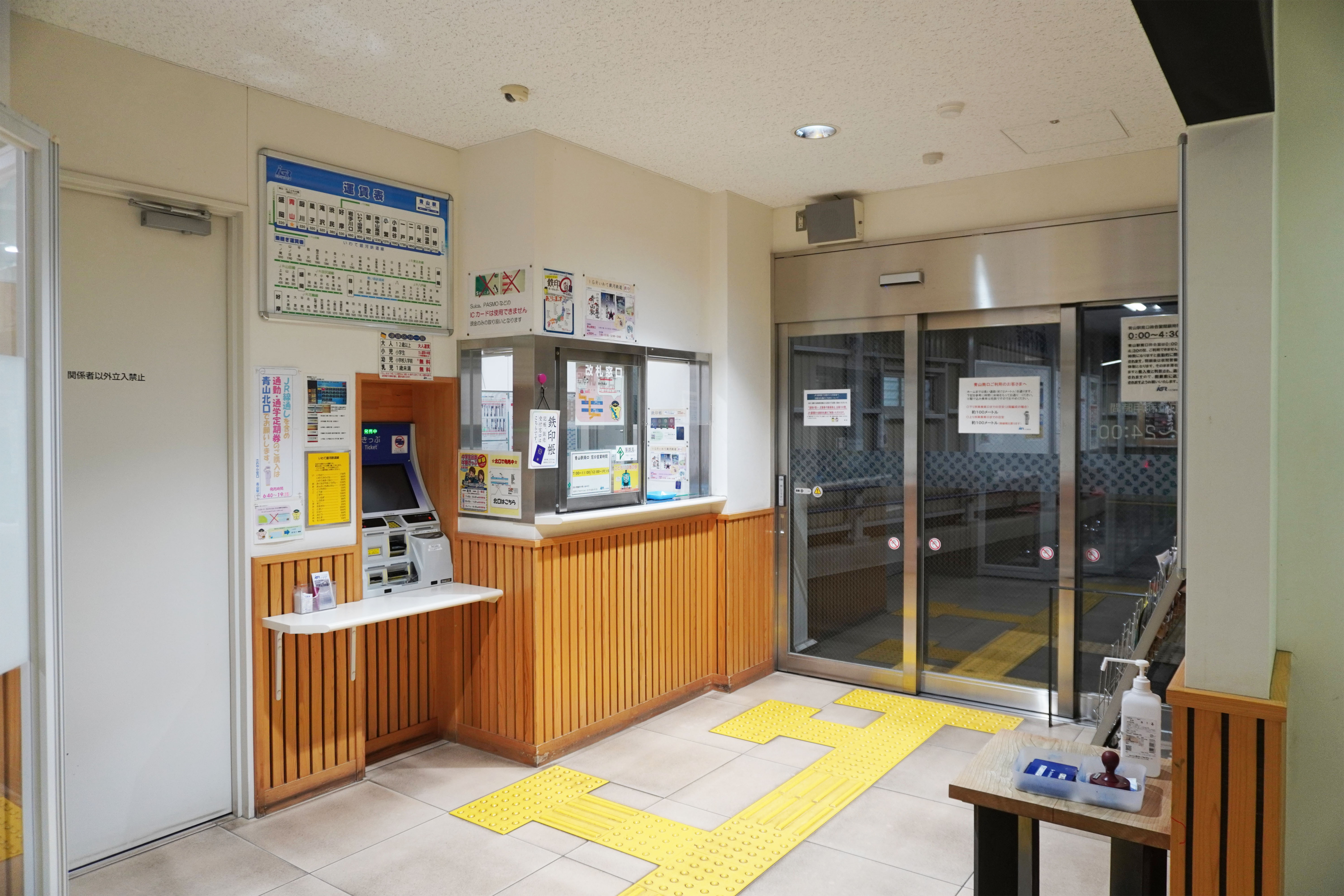
南閘口(2023年9月)
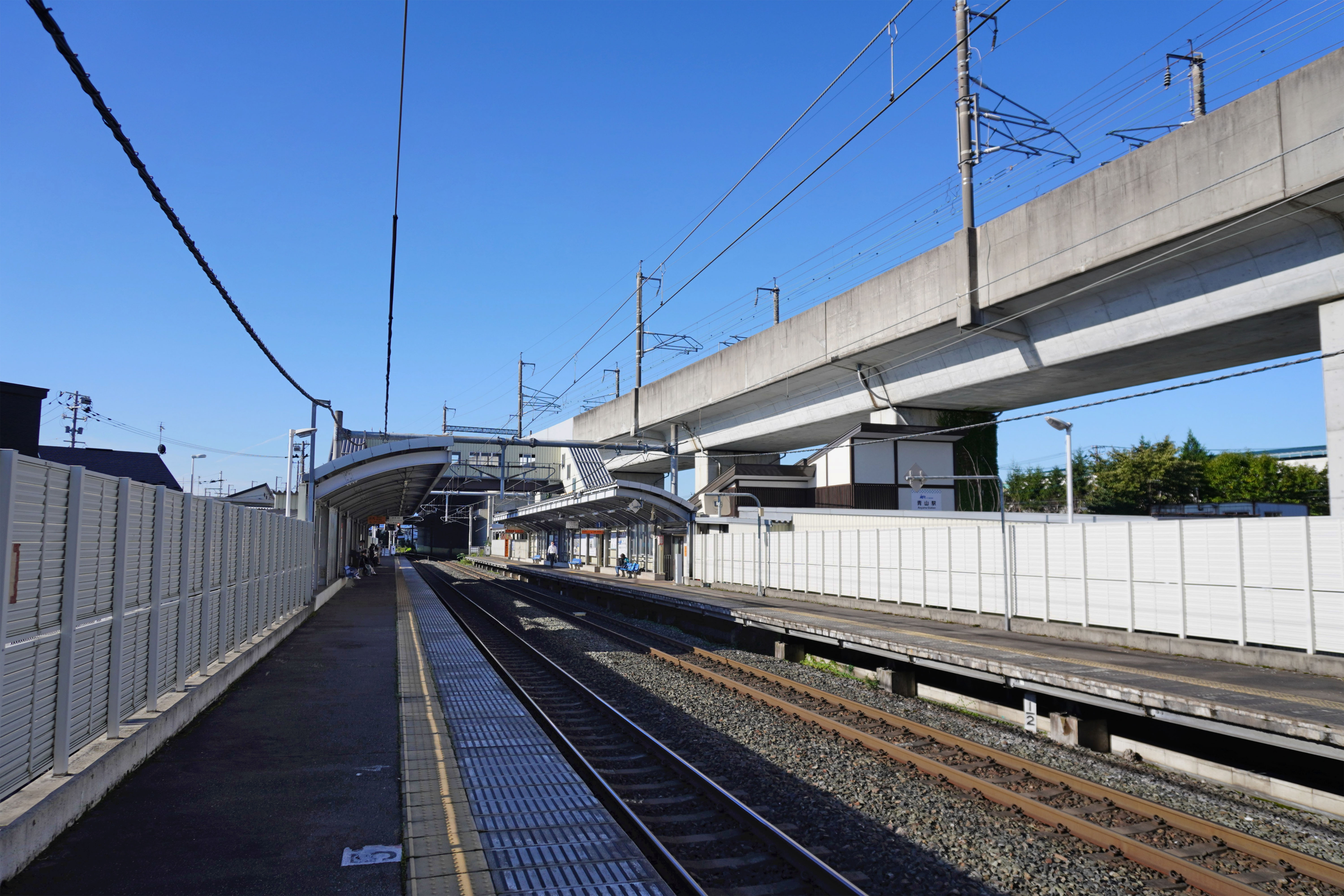
月台(2023年9月)

## 使用狀況
根據「IGR岩手銀河鐵道」的資料，在2019年度（令和元年度）1日平均上下車人次為3,375人。
以下列出近年乘客人次：
| 乘車人次變化                            | 乘車人次變化       | 乘車人次變化    | 乘車人次變化 |
| 年度                                    | 1日平均 上下車人次 | 參考資料        |              |
| --------------------------------------- | ------------------ | --------------- | ------------ |
| 2005年（平成17年）                      | 41（*1）           | [ 利用客数 2 ]  |              |
| 2006年（平成18年）                      | 1,327              | [ 利用客数 3 ]  |              |
| 2007年（平成19年）                      | 1,620              | [ 利用客数 4 ]  |              |
| 2008年（平成20年）                      | 1,897              | [ 利用客数 5 ]  |              |
| 2009年（平成21年）                      | 2,025              | [ 利用客数 6 ]  |              |
| 2010年（平成22年）                      | 2,307              | [ 利用客数 7 ]  |              |
| 2011年（平成23年）                      | 2,352              | [ 利用客数 8 ]  |              |
| 2012年（平成24年）                      | 2,806              | [ 利用客数 9 ]  |              |
| 2013年（平成25年）                      | 2,994              | [ 利用客数 10 ] |              |
| 2014年（平成26年）                      | 3,007              | [ 利用客数 11 ] |              |
| 2015年（平成27年）                      | 3,060              | [ 利用客数 12 ] |              |
| 2016年（平成28年）                      | 3,145              | [ 利用客数 13 ] |              |
| 2017年（平成29年）                      | 3,361              | [ 利用客数 14 ] |              |
| 2018年（平成30年）                      | 3,449              | [ 利用客数 15 ] |              |
| 2019年（令和元年）                      | 3,375              | [ 利用客数 1 ]  |              |
| *1…在2005年度，只統計14日之間乘車人次。 |                    |                 |              |

## 車站周邊
公共設施等
- 岩手縣營運動公園（日语：岩手県営運動公園）
- 岩手縣營體育館（日语：岩手県営体育館）
- 盛岡市政廳（日语：盛岡市役所） 青山分所
- 國立醫院機構（日语：国立病院機構）盛岡醫院
- 盛岡西警署（日语：盛岡西警察署）
- 盛岡西消防署（日语：盛岡地区広域行政事務組合#消防署）
- 盛岡ふれあい覆馬場プラザ

文教設施
- 江南義塾盛岡高等學校（日语：江南義塾盛岡高等学校）
- 盛岡市立廚川中學（日语：盛岡市立厨川中学校）
- 盛岡市立青山小學（日语：盛岡市立青山小学校）
- 岩手縣警察學校

企業等
- 森永乳業 盛岡工場
- Universe  青山店
- 盛岡北郵局（日语：盛岡北郵便局）
- 盛岡青山町郵便
- 盛岡上堂郵局

## 巴士路線
最近的巴士站為「青山站」。以下路線由岩手縣交通、岩手縣北巴士營運。
岩手縣交通
- 美武西線（系統編號213）
  - 盛岡巴士中心（日语：盛岡バスセンター） - 青山站 - 縣營滑冰場前 - 盛岡中央高校（日语：盛岡中央高等学校）前 - 廚川站西出口
- 美武中央線（系統編號256，只有平日早上1往返班次）
  - 中野一丁目 - 盛岡巴士中心 - 岩手高校前（日语：岩手中学校・高等学校） - 青山站 - 城北小學（日语：盛岡市立城北小学校）前 - 岩手牧場
- 美武東線（系統編號260，只於平日服務）
  - 盛岡巴士中心 - 青山站 - 運動公園前 - 岩手牧場

岩手縣北自動車（岩手縣北巴士）
- 系路編號:D02
  - 盛岡巴士中心 - 青山站 - 運動公園前 - 廚川站

「縣營體育館前」「廚川中學前」「上堂」巴士站也較近此站。

## 青山信號站
在現時青山站位置曾經有一座信號站（站間距離與現時青山站一樣）。在啟用為交換型信號站4。在1964年，由於盛岡〜青山信號站之間成為雙線鐵路，因此此信號站變為雙線始終端型。

## 其他
IGR總部位於此站南出口車站大樓2和3樓。1樓為「銀河鐵道觀光」（營業時間:10:30～18:30）和「IGR岩手銀河鐵道房地產總店」。在總部遷移時，以上商店也一起遷移。大樓內設有餐廳、多用途廁所、一般乘客的候車室、自動售票機、南邊閘口的行人通道、南出口單車停泊處和一般乘客使用停車場。

## 相鄰車站
IGR岩手銀河鐵道
■岩手銀河鐵道、■JR花輪線（盛岡站至好摩站之間為岩手銀河鐵道線直通區間）
盛岡－青山－廚川

## 注腳

### 使用狀況
1. 1 2   (PDF). IGRいわて銀河鉄道.   [2020-08-09]. （原始内容 (PDF)存档于2020-08-10） （日语）.
2. ↑   (PDF). IGRいわて銀河鉄道.   [2019-02-04]. （原始内容 (PDF)存档于2019-02-04） （日语）.
3. ↑   (PDF). IGRいわて銀河鉄道.   [2019-02-04]. （原始内容 (PDF)存档于2019-02-04） （日语）.
4. ↑   (PDF). IGRいわて銀河鉄道.   [2019-02-04]. （原始内容 (PDF)存档于2019-02-04） （日语）.
5. ↑   (PDF). IGRいわて銀河鉄道.   [2019-02-04]. （原始内容 (PDF)存档于2019-02-04） （日语）.
6. ↑   (PDF). IGRいわて銀河鉄道.   [2019-02-04]. （原始内容 (PDF)存档于2019-02-04） （日语）.
7. ↑   (PDF). IGRいわて銀河鉄道.   [2019-02-04]. （原始内容 (PDF)存档于2019-02-04） （日语）.
8. ↑   (PDF). IGRいわて銀河鉄道.   [2019-02-04]. （原始内容 (PDF)存档于2019-02-04） （日语）.
9. ↑   (PDF). IGRいわて銀河鉄道.   [2019-02-04]. （原始内容 (PDF)存档于2019-02-04） （日语）.
10. ↑   (PDF). IGRいわて銀河鉄道.   [2019-02-04]. （原始内容 (PDF)存档于2019-02-04） （日语）.
11. ↑   (PDF). IGRいわて銀河鉄道.   [2019-02-04]. （原始内容 (PDF)存档于2019-02-04） （日语）.
12. ↑   (PDF). IGRいわて銀河鉄道.   [2019-02-04]. （原始内容 (PDF)存档于2019-02-04） （日语）.
13. ↑   (PDF). IGRいわて銀河鉄道.   [2019-02-04]. （原始内容 (PDF)存档于2019-02-04） （日语）.
14. ↑   (PDF). IGRいわて銀河鉄道.   [2019-02-04]. （原始内容 (PDF)存档于2019-02-04） （日语）.
15. ↑   (PDF). IGRいわて銀河鉄道.   [2019-07-20]. （原始内容 (PDF)存档于2019-07-08） （日语）.

## 外部連結
- IGR岩手銀河鐵道 青山站 （页面存档备份，存于）（日語）